# Torfowiec ostrolistny
Torfowiec ostrolistny (Sphagnum capillifolium (Ehrh.) Hedw.) – gatunek mchu z rodziny torfowcowatych. Występuje w Eurazji, Ameryce Północnej i Południowej, w Polsce pospolity na obszarze całego kraju.

## Rozmieszczenie geograficzne
Gatunek holarktyczny. W Europie znany od arktycznych stref kontynentalnych Norwegii i Rosji na północy po Portugalię, Hiszpanię, Włochy, Bułgarię i Gruzję na południu. Na zachodzie notowany od Islandii po Ural na wschodzie. Obecny także na Azorach. W Alpach do 2400 m n.p.m.
W Polsce jest jednym z najpospolitszych torfowców i rośnie na terenie całego kraju, w Tatrach do wysokości 1980 m n.p.m.
Pełne rozmieszczenie niepewne z uwagi na częste mylenie go z torfowcem czerwonawym.

## Morfologia i anatomia

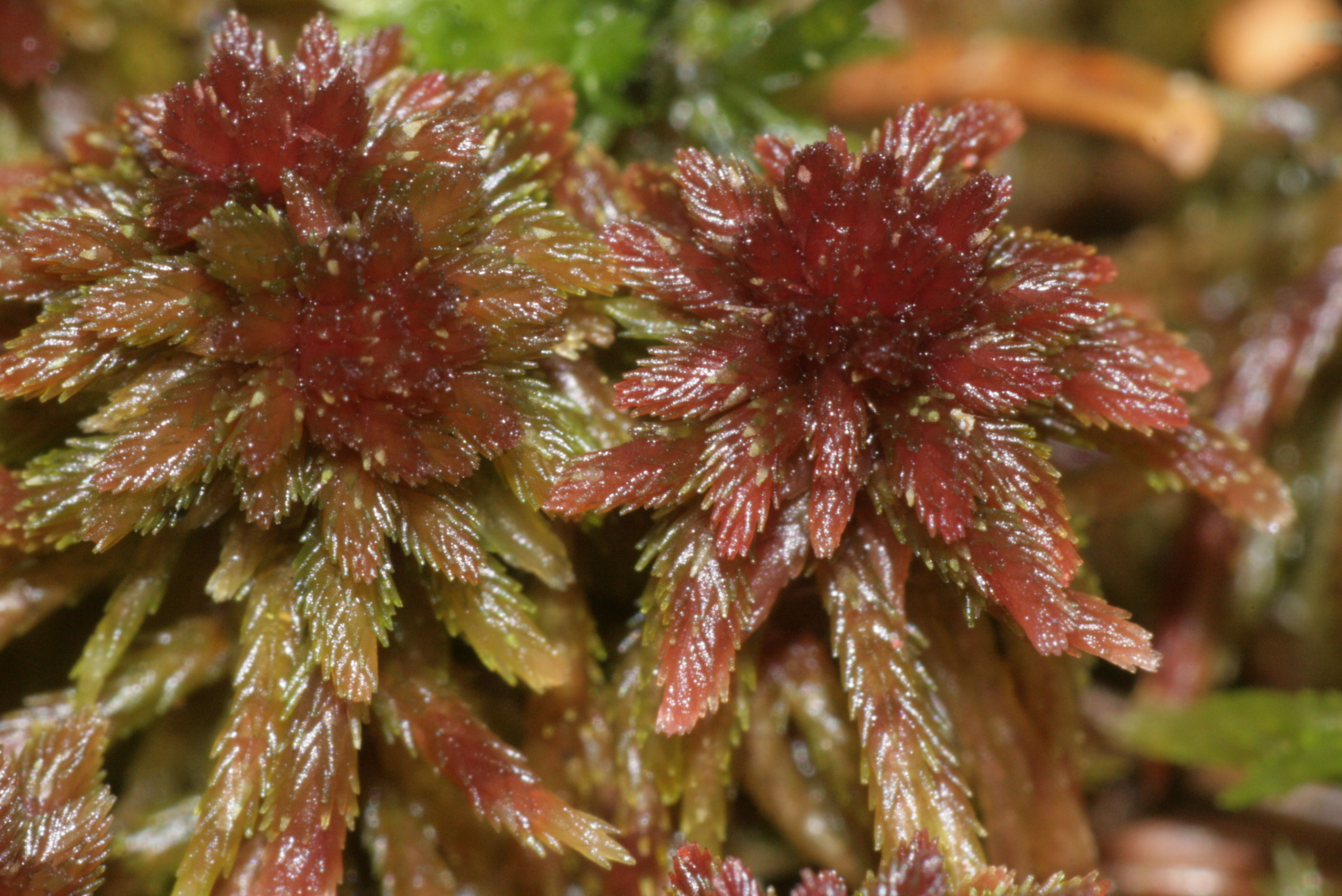
Główka torfowca ostrolistnego z widocznymi w środku pąkami wierzchołkowymi

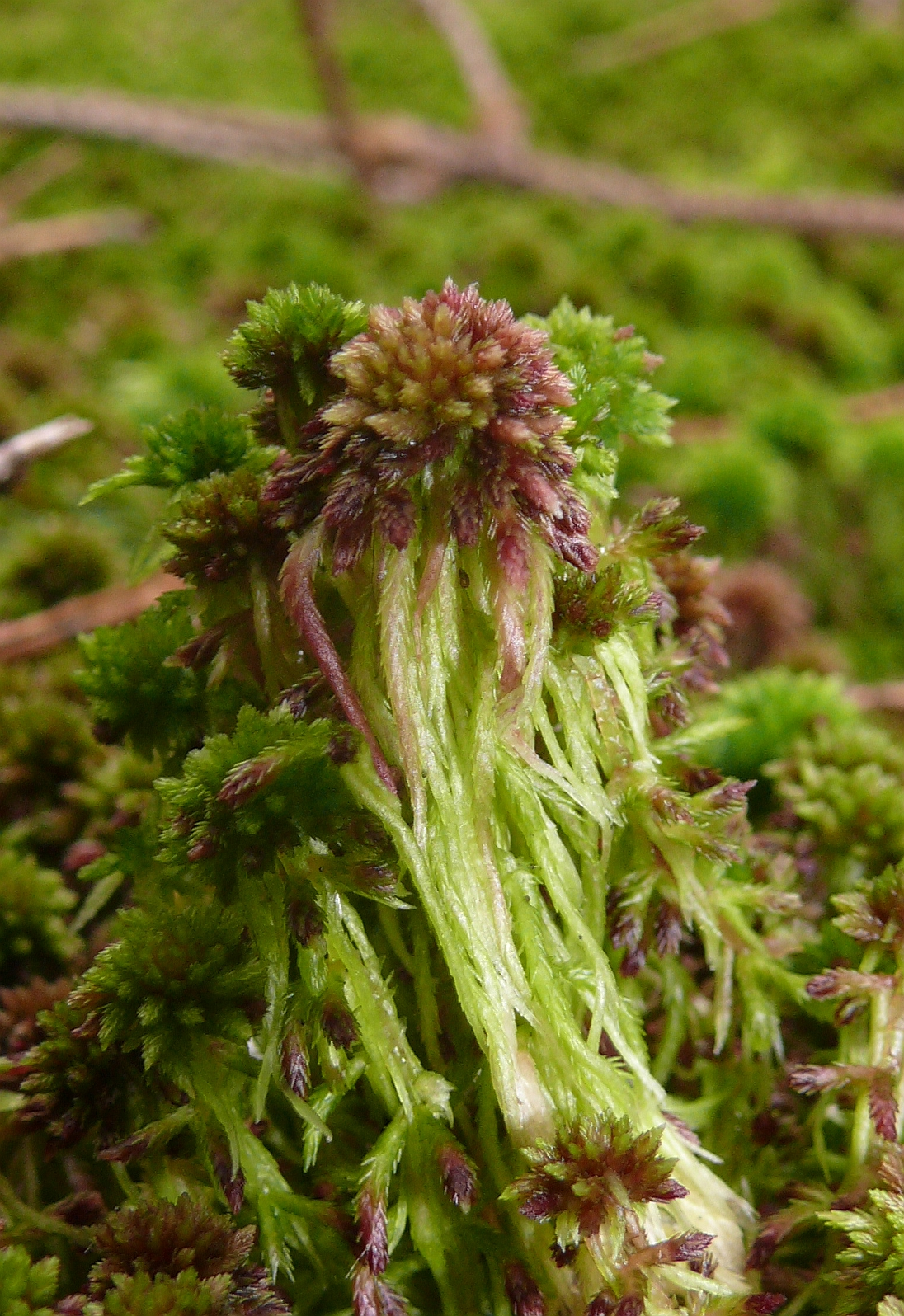
Pokrój torfowca ostrolistnego

PokrójMech o dość smukłym pokroju, tworzący najczęściej zbite darnie koloru od zielonego, przez czerwonawy, czerwonobrązowy do ciemnoczerwonego, choć te ostatnie dość rzadko; jeśli zielone to z czerwonymi plamkami; pod względem rozmiaru zaliczany do małych lub średnich torfowców.
GłówkiMałe, mniej lub bardziej półkoliste, raczej zbite, gwiazdkowate.
PęczkiDość gęsto rozmieszczone i zakrywające większość powierzchni łodyżki. Złożone z 3-4 gałązek – 2 odstających i 1-2 zwisających. Górna gałązka odstająca krótsza od dolnej, do 9 mm długości, gwałtownie zwężająca się ku końcowi; dolna – dłuższa, zwężająca się ku szczytowi stopniowo. Gałązki zwisające znacznie dłuższe od odstających, najczęściej powyżej 15 mm, cienkie i blade, przylegające do łodyżki.
ŁodyżkiNiewielka, cienka – do 0,7 mm średnicy. Kora dobrze wykształcona, zbudowana z 3-4 warstw mocno rozdętych komórek hialinowych, pozbawionych porów. Cylinder wewnętrzny dość blady, jasnoczerwonawy do czerwonawego. Prawie całkowicie pokryta przez gałązki.
Listki łodyżkoweJęzykowate, językowato-trójkątne lub trójkątne, często zwężające się mocno ku tępemu i ząbkowatemu szczytowi o podwiniętych brzegach, skierowane do góry, mniej lub bardziej przylegające do łodyżki, czasami wyraźnie odstające, długości 1–2 mm i szerokości 0,5–0,8 mm. Komórki wodne S-kształtne, zazwyczaj z poprzecznymi listewkami w górnej połowie, nieraz licznymi, po stronie grzbietowej listka podzielone na dwie lub trzy części, z licznymi porami w kątach komórek i ich części komisuralnych. Po stronie brzusznej duże, zaokrąglone pory tylko w strefie krawędziowej.
Listki gałązkoweNieduże, do 1,5 mm długości, lancetowate lub lancetowato-jajowate, zwężające się w podwinięty szczyt, gęsto rozmieszczone na łodyżce, zachodzące na siebie, dość nastroszone. Komórki wodne w przekroju poprzecznym silnie wypukłe po stronie grzbietowej listka, od strony brzusznej płaskie lub prawie płaskie, z licznymi półksiężycowymi do okrągłych porami. Komórki chlorofilowe od trójkątnych do trapezowatych, o cienkich ścianach, otwarte po stronie brzusznej listka, zwężające się ku stronie grzbietowej.

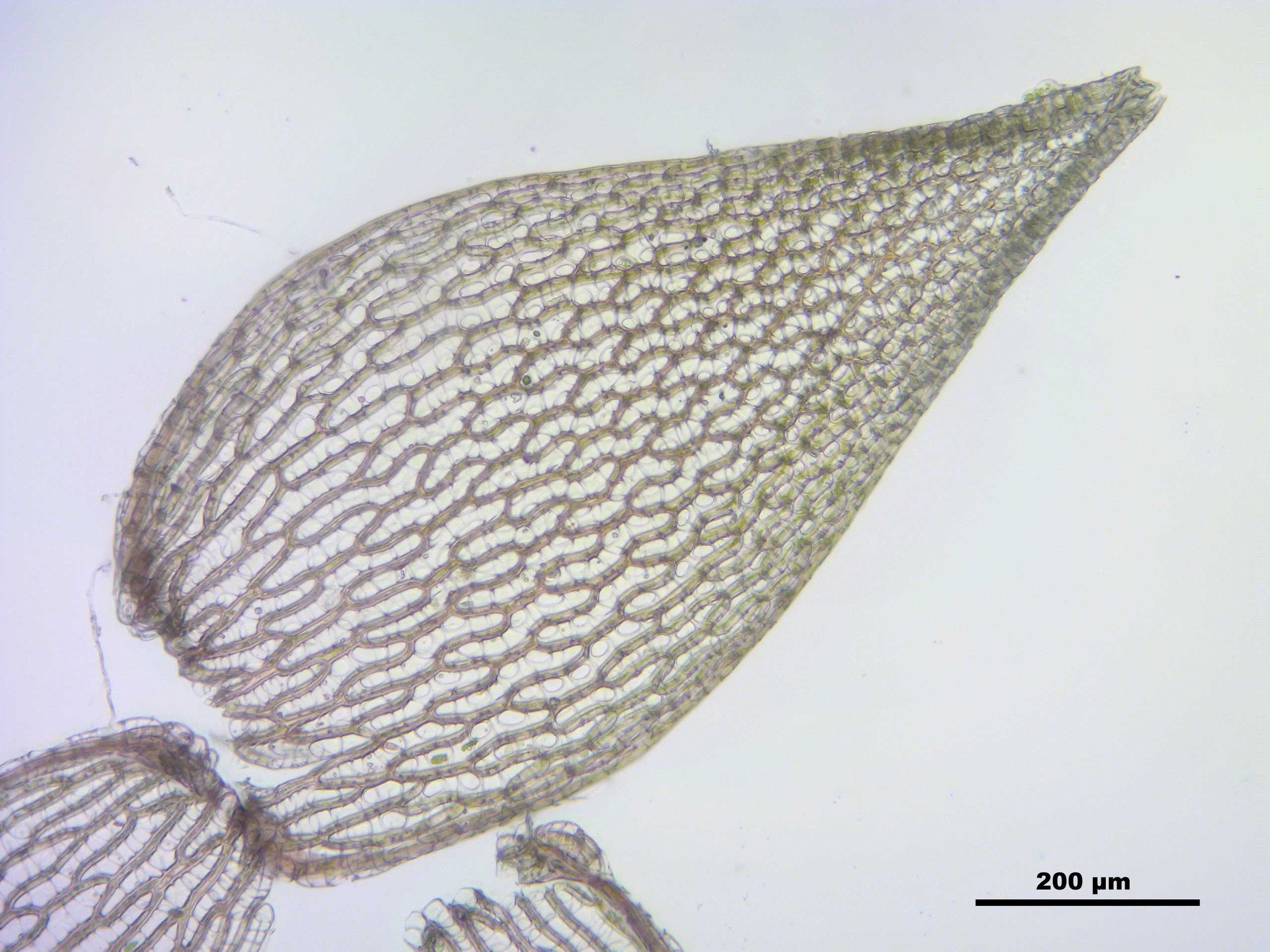
Listek gałązkowy
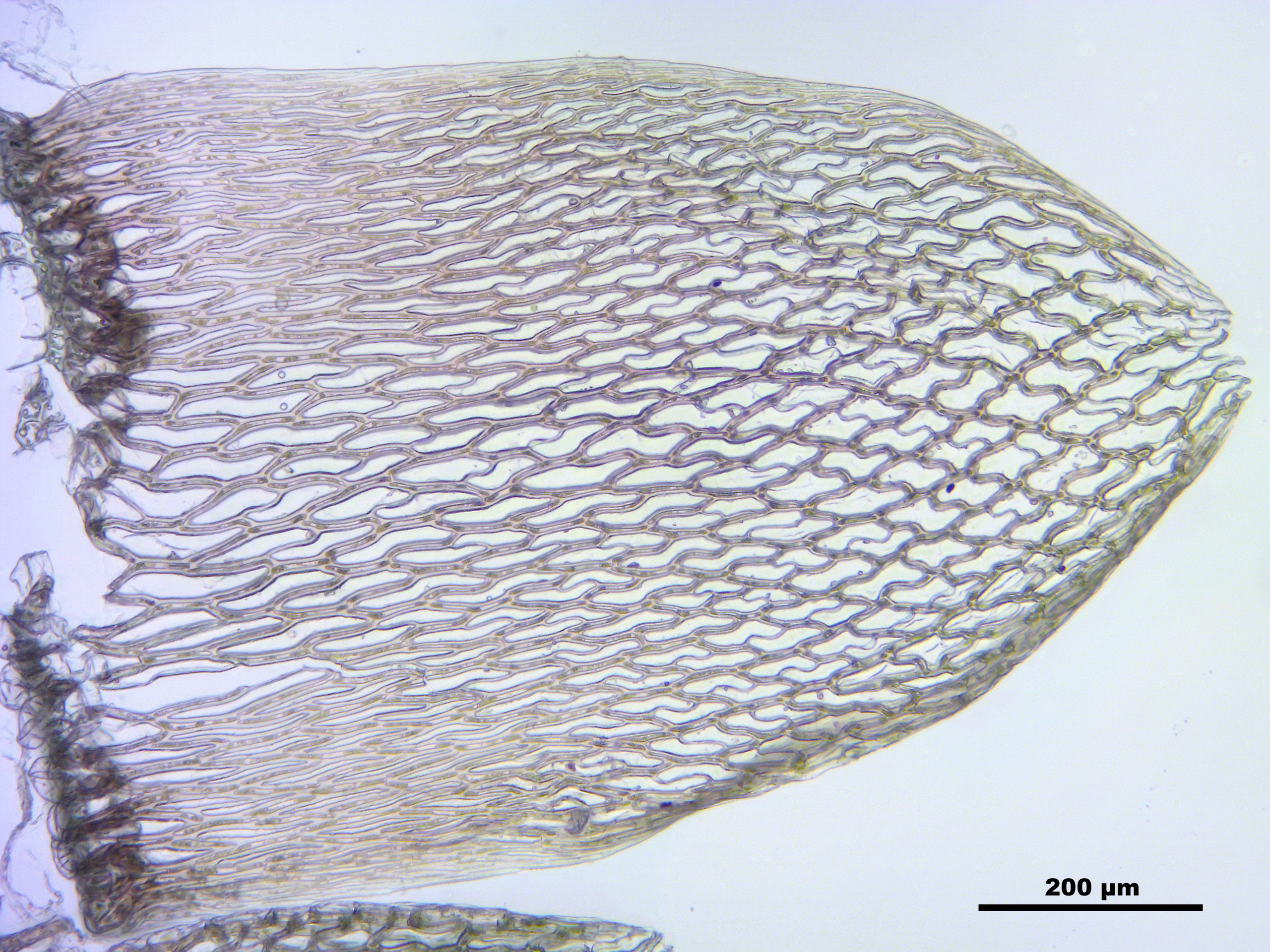
Listek łodyżkowy
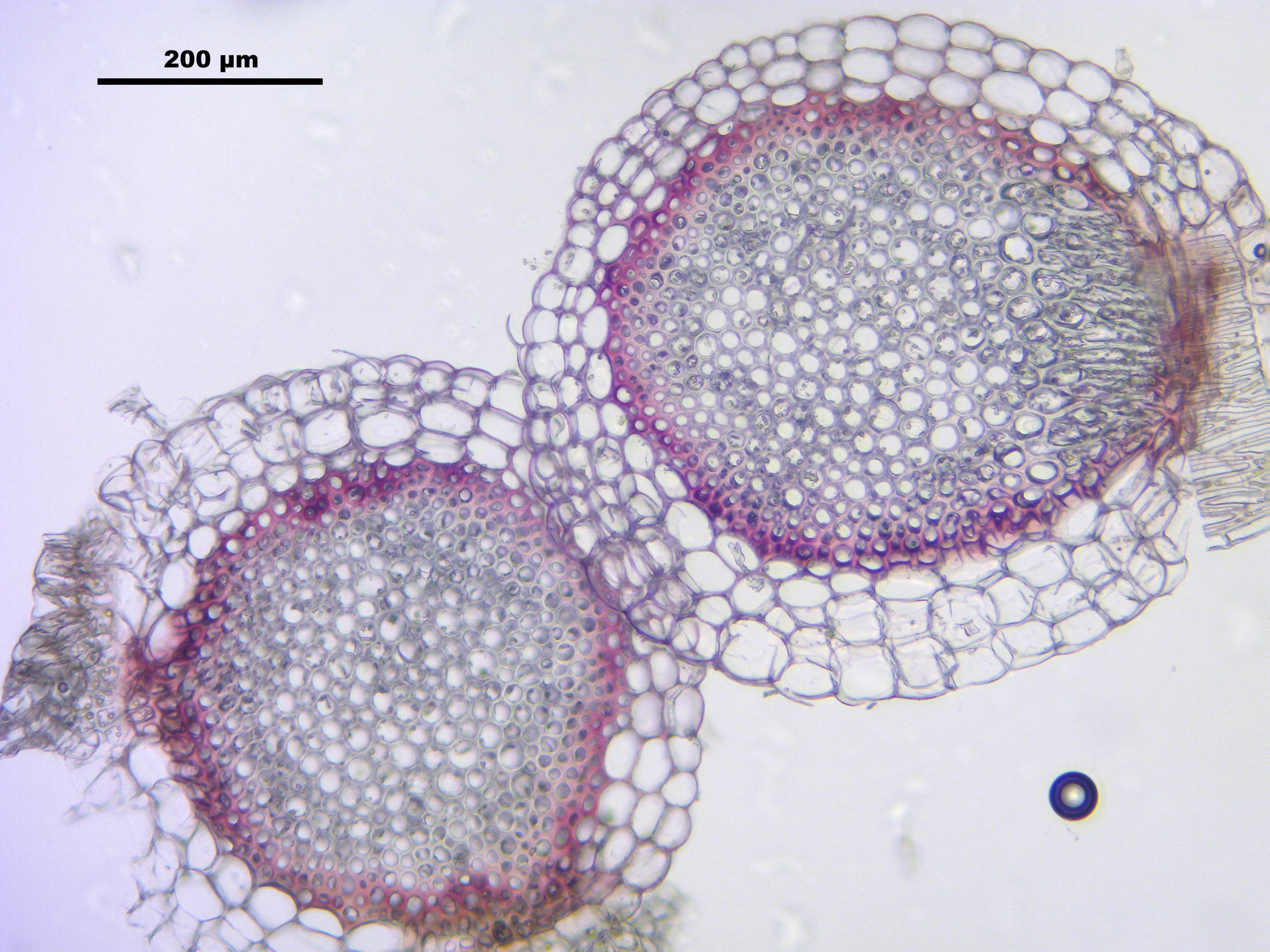
Przekrój poprzeczny przez łodyżkę

Gatunki podobneNajczęściej mylony z torfowcem czerwonawym. Torfowiec ostrolistny ma półkolistą główkę, podczas gdy torfowiec czerwonawy płaską. Listek łodyżkowy u S. rubellum jest zaokrąglony na szczycie, u S. capillifolium dość tępy. U S. capillifolium często występują dość liczne listewki w komórkach wodnych listków łodyżkowych, u S. rubellum zazwyczaj listewek brak lub są nieliczne.

## Ekologia i biologia
Występuje na siedliskach ubogich – od ombrotroficznych do słabo minerotroficznych – torfowiskach przejściowych, wysokich oraz ich obrzeżach, kwaśnych torfowiskach niskich, w młakach i wilgotnych borach. Na torfowiskach wysokich najczęściej buduje kępy. Znany także z lasów brzozowych, wilgotnych łąk, a na obszarach górskich wśród skał i kosodrzewiny. Toleruje miejsca o dość znacznej antropopresji, np. przydrożne skarpy w borach. W klasyfikacji zbiorowisk roślinnych gatunek charakterystyczny dla rzędu (O.) Sphagnetalia magellanici. Często występuje razem z torfowcem brunatnym, torfowcem Russowa i torfowcem wąskolistnym.

## Zmienność
Torfowiec silnie zmienny pod względem pokroju i barwy.

## Zagrożenia i ochrona
Gatunek jest objęty w Polsce ochroną od 2001 roku. W latach 2001–2004 podlegał ochronie częściowej, w latach 2004–2014 ochronie ścisłej. Od roku 2014 wpisany na listę gatunków roślin objętych ochroną częściową w Polsce na podstawie Rozporządzenia Ministra Środowiska z dnia 9 października 2014 r. w sprawie ochrony gatunkowej roślin.